# Chopan
Chopan é uma cidade e uma nagar panchayat no distrito de Sonbhadra, no estado indiano de Uttar Pradesh.

## Geografia
Chopan está localizada a 24° 31′ N, 83° 02′ L. Tem uma altitude média de 159 metros (521 pés).

## Demografia
Segundo o censo de 2001, Chopan tinha uma população de 12,131 habitantes. Os indivíduos do sexo masculino constituem 55% da população e os do sexo feminino 45%. Chopan tem uma taxa de literacia de 69%, superior à média nacional de 59.5%; a literacia no sexo masculino é de 77% e no sexo feminino é de 59%. 14% da população está abaixo dos 6 anos de idade.